# 森本章倫
森本 章倫（モリモト アキノリ、1964年(昭和39年)4月 - ）は、日本の交通工学者、都市計画研究者。第38代日本都市計画学会会長。
マサチューセッツ工科大学（MIT）客員研究員、宇都宮大学助手、助教授、教授などを経て、現在は早稲田大学理工学術院 創造理工学部教授。博士（工学） (早稲田大学)、技術士（建設部門）。
日本都市計画学会会長のほか、日本交通政策研究会常務理事、土木学会 コンサルタント委員会 副委員長。芳賀・宇都宮LRT協議会会長。
専門は土木計画学、交通工学。山口県出身。

## 来歴
山口県岩国市生まれ。岩国市立麻里布小学校、岩国市立麻里布中学校、山口県立岩国高等学校を経て、1983年04月 早稲田大学 理工学部 土木工学科 (現・社会環境工学科)入学。1987年03月、同土木工学科卒業し、同年04月、早稲田大学大学院 理工学研究科 博士前期課程に進学。1989年03月同大学院課程修了後、1989年04月 同大学院 理工学研究科 博士課程後期に進学。1992年03月、同博士課程後期 単位取得退学。早稲田大学助手、1994年04月 - 1999年01月 宇都宮大学助手。1999年02月 - 2007年03月 宇都宮大学 工学部建設学科建設工学コース（現・地域デザイン科学部社会基盤デザイン学科） 助教授。2007年04月 - 2012年07月 宇都宮大学 准教授。
2012年08月 - 2014年03月 宇都宮大学大学院 教授。2017年10月から 静岡県 都市計画審議会会長。2019年10月から 東京都 土地利用審査会会長。

## 著書
- 交通工学ハンドブック 交通工学研究会 交通工学研究会, 丸善 2001年
- 明日の都市交通政策 成文堂 2003年
- コミュニティバスの導入ノウハウ　現代文化研究所 2006年
- 交差点改良のキーポイント  尾崎晴男, 森本章倫 他と編著
- 都市のクオリティ・ストック 鹿島出版会 2009年
- 交通工学研究会,丸善出版 2011年
- 人口減少時代における地域公共交通のあり方 ― 都市自治体の未来を見据えて 日本都市センター, 内海 麻利, 木村 俊介, 板谷 和也, 南木 孝昭, 高野 裕章, 石田 雄人らと　日本都市センター 2015年
- コンパクトシティを考える 浅見 泰司, 中川 雅之らと プログレス 2018年
- 図説わかる都市計画 森田哲夫他と編著, 学芸出版社 2021年